# سی‌اس‌اس فانی
سی‌اس‌اس فانی (به انگلیسی: CSS Fanny) یک کشتی بود که طول آن ? بود.